# Меньяхель Тешоме
Меньяхель Тешоме (амх.  ምንያህል ተሾመ; род. 14 ноября 1985, Аддис-Абеба) — эфиопский футболист, полузащитник.

## Клубная карьера
Профессиональную карьеру начал в 2004 году за команду «Эфиопиан Кофи», в которой провёл 8 лет. В 2012 стал игроком клуба «Дэдэбит». С 2013 года выступает за «Сент-Джордж».

## Международная карьера
Дебют за национальную сборную Эфиопии состоялся в 2011 году. Был включен в составы на Кубок африканских наций 2013 в ЮАР, где принял во всех матчах групповой стадии, и на Чемпионат африканских наций 2014 в ЮАР.

## Достижения

### «Эфиопиан Кофи»
- Чемпион Эфиопии: 2010/11
- Обладатель Кубка Эфиопии: 2008, 2011 (финалист)
- Обладатель Суперкубка Эфиопии: 2008, 2011